# Roger Ilegems
Roger Ilegems (* 13. Dezember 1962 in Niel) ist ein ehemaliger belgischer Radsportler.
Bei den Olympischen Sommerspielen 1984 in Los Angeles gewann er die Goldmedaille im Punktefahren, in der Mannschaftsverfolgung über 4000 Meter wurde er Achter. Sein damaliger Trainer war Patrick Sercu, der zwanzig Jahre zuvor ebenfalls Olympiasieger geworden war.
Von 1984 bis 1991 war Ilegems Profi. Er konnte einige Siege bei Eintages- und Etappenrennen feiern. Doch die Bestätigung des Olympiasiegs gelang ihm nie, abgesehen von der Bronzemedaille im Punktefahren bei der Weltmeisterschaft 1987 in Wien. 1991 trat er vom Spitzensport zurück.

## Familiäres
Sein Bruder Etienne Ilegems war ebenfalls Radrennfahrer.